# I pompieri di Viggiù (brano musicale)
I pompieri di Viggiù è il titolo di un'allegra canzone popolare, di tipo marcetta, composta da Armando Fragna nel corso della seconda guerra mondiale, durante il suo soggiorno da sfollato a Viggiù; Alberto Larici ne scrisse il testo, e venne interpretata e incisa dalla cantante Clara Jaione nel 1948, ottenendo ampio successo.
Il paese di Viggiù (piccola cittadina sita nei pressi di Varese), già all'epoca in cui venne scritta la canzone aveva una pluridecennale storia collegata al locale corpo dei Vigili del Fuoco, l'orgoglio per il quale è all'origine della composizione del maestro Fragna; la canzone tuttavia, soprattutto per il testo, ne sviluppa una visione comica e surreale anziché epica o eroica (cosa che in parte irritò la gente del luogo), mantenendo comunque - e anzi aumentando a livello nazionale e internazionale - l'affetto verso tale istituzione.
Nel 1949 il brano diede titolo all'omonimo film commedia con - tra gli altri - Totò, Wanda Osiris, Carlo Dapporto e Nino Taranto.
Successivamente venne interpretato anche da Claudio Villa, Gigliola Cinquetti, Quartetto Cetra, Natalino Otto.